# Yagub Mammadov
Yagub Javad oglu Mammadov (azerí: Yaqub Cavad oğlu Məmmədov) (* Aliismailly, 3 de marzo de 1941 - ) es un pediatra y político, Presidente de Azerbaiyán. 

## Biografía
Yagub Mammadov nació en Aliismailly, es médico pediatra, profesor de la Universidad Médica de Azerbaiyán con más de 370 publicaciones. 
Fue  Presidente de Azerbaiyán desde el 6 de marzo de 1992 al 14 de mayo de 1992. En marzo de 1992 es elegido como nuevo Presidente de la Asamblea Nacional de Azerbaiyán, asumiendo temporalmente, en 1992, las funciones de Presidente de Azerbaiyán.